# Мокреш (Шуменская область)
Мокреш (болг. Мокреш) — село в Болгарии. Находится в Шуменской области, входит в общину Велики-Преслав. Население составляет 318 человек.

## Политическая ситуация
В местном кметстве Мокреш, в состав которого входит Мокреш, должность кмета (старосты) исполняет Себайдин Ахмедов Ломов (Движение за права и свободы (ДПС)) по результатам выборов правления кметства.
Кмет (мэр) общины Велики-Преслав — Димо Петров Бодуров Граждане за европейское развитие Болгарии (ГЕРБ)) по результатам выборов в правление общины.